# Benji Joya
Héctor Benjamín 'Benji' Joya Jiménez (San Jose, 22 september 1993) is een Amerikaans voetballer die bij voorkeur als middenvelder speelt. Hij stroomde in 2012 door vanuit de jeugd van Santos Laguna. 

## Clubcarrière
Begin 2012 sloot Joya aan bij de jeugdopleiding van Santos Laguna. In september 2012 maakte hij zijn competitiedebuut voor Santos Laguna. Op 5 februari 2014 werd hij verhuurd aan het Amerikaanse Chicago Fire. Daar maakte hij op 10 maart 2014 tegen Chivas USA zijn debuut én zijn eerste doelpunt voor Chicago.